# Storkow (Templin)
Storkow [ˈʃtɔʁkoː] ist ein Ortsteil der Stadt Templin im Landkreis Uckermark in Brandenburg.

## Geographie
Der Ort liegt neun Kilometer südsüdwestlich von Templin. Die Nachbarorte sind Hammelspring im Norden, Etashof und Stempnitz im Nordosten, Baßdorf im Osten, Grunewald im Südosten, Moritzshof im Süden, Steindamm im Südwesten, Fennluch im Westen sowie Försterei im Nordwesten.

## Geschichte
Die erste schriftliche Erwähnung des Ortes stammt aus dem Jahr 1317. In dieser Urkunde wurde für den Ort der Name Storkouue verzeichnet.